# Agostina Alonso
Agostina Alonso (Buenos Aires, 1 de octubre de 1995) es una jugadora argentina de hockey sobre césped que se desempeña como volante. Forma parte de la Selección nacional.

## Carrera deportiva
Agostina se formó como jugadora de hockey sobre césped desde los 5 años en el Club Atlético Banco de la Nación Argentina de la ciudad de Vicente López.
Fue seleccionada para varios torneos regionales y en 2016 fue convocada a la selección juvenil argentina, Las Leoncitas, que se consagró campeona del Panamericano Juvenil y en el Campeonato Mundial Junior, tras vencer a Países Bajos. En 2017 debutó con la selección mayor.
En 2019 integró la selección que compitió en los Juegos Panamericanos donde obtuvo la medalla de oro.
En 2021 formó parte de la Selección nacional que ganó la medalla de plata en los Juegos Olímpicos de Tokio 2020.
En 2022, logró la clasificación al Campeonato Mundial tras ganar la Copa Panamericana realizada en Chile. Además, obtuvo la medalla de oro en la Hockey Pro League y el segundo puesto en el Campeonato Mundial.
En 2023 compitió en los Juegos Panamericanos donde ganó la medalla de oro y logró la clasificación a los Juegos Olímpicos de París 2024.
En los Juegos Olímpicos de París 2024, consiguió ganar la medalla de bronce luego de haber caído en semifinales ante la Selección de Países Bajos y vencido a Bélgica en la tanda de penales 3 a 1 en el partido por el tercer puesto.

## Clubes
| Club                                       | País      | Tipo    |
| ------------------------------------------ | --------- | ------- |
| Club Atlético Banco de la Nación Argentina | Argentina | Amateur |

## Palmarés
- Medalla de oro en el Panamericano Juvenil de Trinidad y Tobago 2016
- Medalla de oro en el Campeonato Mundial Junior 2016
- Medalla de bronce en el Champions Trophy 2018
- Medalla de oro en los Juegos Panamericanos de 2019
- Medalla de plata en los Juegos Olímpicos de Tokio 2020
- Medalla de oro en la Copa Panamericana 2022
- Medalla de oro en la Hockey Pro League 2021-22
- Medalla de plata en el Campeonato Mundial 2022
- Medalla de oro en los Juegos Panamericanos de 2023
- Medalla de bronce en los Juegos Olímpicos de París 2024